# Pro50 Championship 2019/20
Der Pro50 Championship 2019/20 war die 18. Austragung der nationalen List A Cricket-Meisterschaft in Simbabwe. Der Wettbewerb wurde zwischen dem 4. und 14. Februar 2020 zwischen fünf simbabwischen First-Class-Franchises ausgetragen. Auf Grund der COVID-19-Pandemie wurde das Turnier abgebrochen und für nichtig erklärt.

## Format
Die fünf Mannschaften spielten in einer Gruppe gegen jede andere Mannschaft jeweils zwei Spiele. Für einen Sieg gab es zwei Punkte, für ein Unentschieden, Absage oder No Result 1 Punkt. Des Weiteren wurden Bonuspunkte vergeben. Die besten zwei Mannschaften sollten sich für das Finale qualifizieren.

## Resultate

### Gruppenphase
Tabelle
| Teams                | Sp. | S | N | U | R | NR | BP | Ded | Punkte | NRR    |
| -------------------- | --- | - | - | - | - | -- | -- | --- | ------ | ------ |
| Matabeleland Tuskers | 5   | 4 | 0 | 0 | 0 | 1  | 2  | 0   | 11     | +1.895 |
| Mountaineers         | 5   | 3 | 1 | 0 | 0 | 1  | 2  | 0   | 9      | +1.065 |
| Mashonaland Eagles   | 5   | 2 | 2 | 0 | 0 | 1  | 2  | 0   | 7      | −0.228 |
| Mid West Rhinos      | 4   | 1 | 3 | 0 | 0 | 0  | 0  | 0   | 2      | −0.228 |
| Rangers              | 5   | 0 | 4 | 0 | 0 | 1  | 0  | 0   | 1      | −0.528 |